# Kubaczyn
Kubaczyn – wieś w Polsce położona w województwie wielkopolskim, w powiecie grodziskim, w gminie Granowo.
W miejscowości działa jednostka Ochotniczej Straży Pożarnej (remiza w parku). Obszar wsi stanowi sołectwo, które jest jednostką pomocniczą gminy.

## Historia

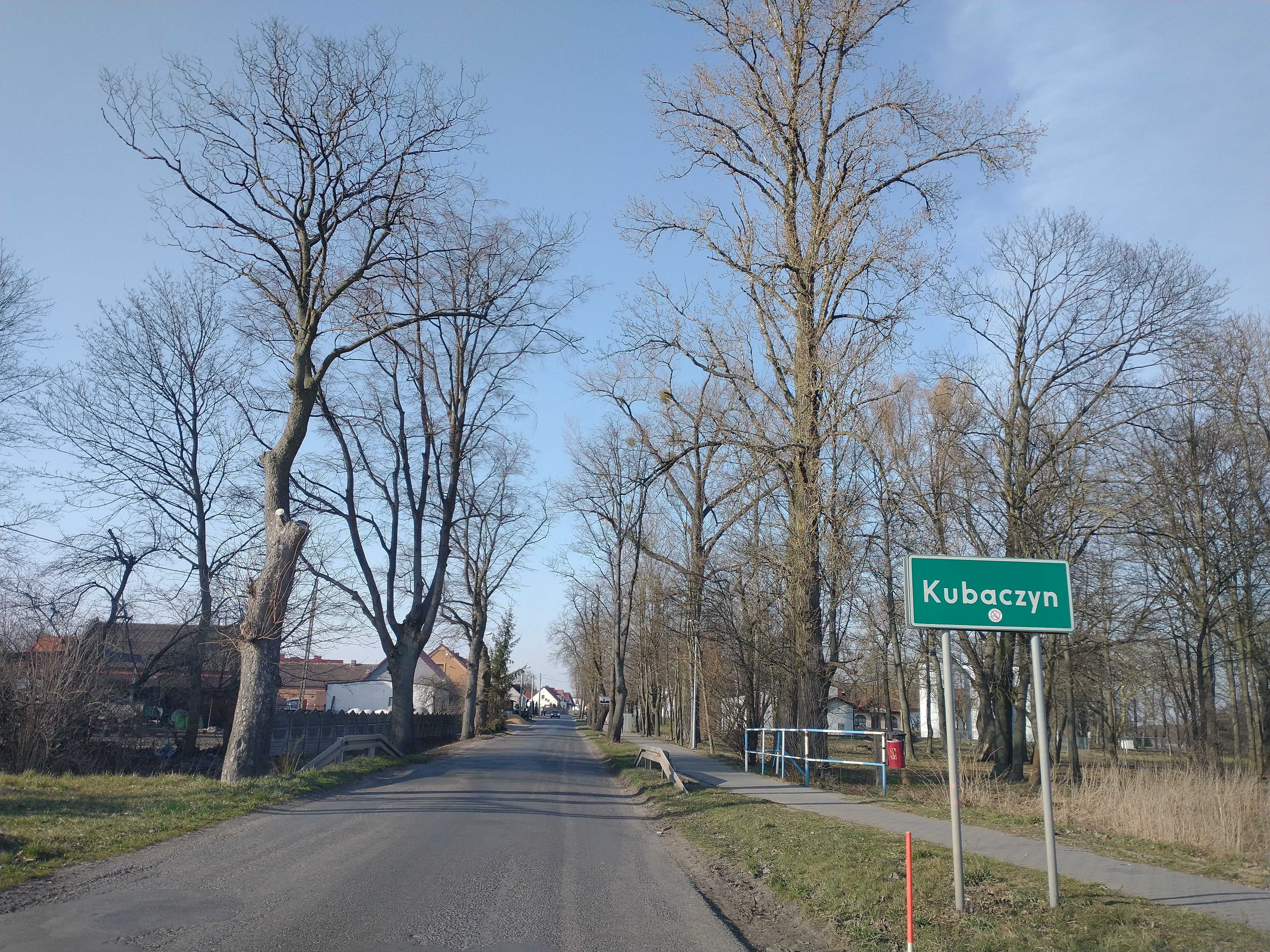
Wjazd od wsi od południa

Wieś ma rodowód średniowieczny. Kodeks dyplomatyczny Wielkopolski odnotowuje w roku 1326 wieś pod nazwą Cobaczno. Miejscowość należała do dystryktu drożyńskiego i występowała wówczas także pod nazwami: Kubaczyn, Kubaczina, Cubaczino. Była to własność szlachecka. Król Władysław Łokietek nadał w 1326 immunitet ekonomiczny i sądowniczy Marcinowi zwanemu Domasławic dla jego dziedziny Adamowice w dystrykcie drużyńskim, do której należało m.in. ówczesne Cubaczino. 
W dokumentach z XV wieku wymieniane są w Kubaczynie: sad, ostrów (w znaczeniu: zarośnięta wyspa rzeczna), zapust, łąki, staw rybny, struga Mogilnica oraz pola w stronę m.in. wsi Drożyn (dziś Drużyń), Kotowo i Ząbrsko (Zemsko). W 1566 roku wzmiankowany jest tu dwór zwany Obórką, Dół Kuszczyński oraz droga granowska.
W „Księdze uposażenia diecezji poznańskiej z roku 1510" wieś jest indeksowana pod nazwami Cubaczino lub Kubaczino, z adnotacją, że należała wówczas do parafii w pobliskim Drużyniu. 
W książce „Transakcje chłopami w Rzeczypospolitej szlacheckiej (w. XVI - XVIII)” cytowany jest zapis przekazania pewnego chłopa zamieszkałego w XVI w. w Kubaczynie:

Gniezno 29 VIII 1571
 Bracia kanonik Jan i Stanisław Kokalewscy dają Wojciechowi Przyjemskiemu, kasztelanowi lądzkiemu, Marcina Gąskę ze wsi Kubaczyn.

W 1581 roku wieś szlachecka Kubaczino położona była w powiecie kościańskim województwa poznańskiego.
„Opisanie historyczno-statystyczne Wielkiego Księztwa Poznańskiego” (wyd. 1846) zalicza Kubaczyn do wsi mniejszych w ówczesnym pruskim powiecie bukowskim, który dzielił się na cztery okręgi (bukowski, grodziski, lutomyślski oraz lwowkowski). Kubaczyn należał do okręgu bukowskiego, majętności granowskiej, której właścicielem była wówczas Klaudyna Potocka. Według tej publikacji, wieś liczyła wówczas 91 mieszkańców i 11 dymów (domostw).
„Słownik geograficzny Królestwa Polskiego i innych krajów słowiańskich” notuje pod hasłem Kubaczyn wieś i folwark, które usytuowane były tuż obok siebie. Według tej publikacji, Kubaczyn liczył 14 domów i 79 mieszkańców (wszyscy wyznania katolickiego, 14 analfabetów). Wieś należała wówczas, podobnie jak dziś, do gminy Granowo, która przynależała z kolei do ówczesnego powiatu bukowskiego utworzonego przez pruską administrację zaborczą. Najbliższa poczta działała wówczas w odległości 2 km w Granowie, natomiast stacja kolejowa oraz telegraf – w Grodzisku (oddalonym o 8 km). Wzmiankowany osobno folwark Kubaczyn liczył wówczas 3 domy oraz 42 mieszkańców.
W latach 1975–1998 miejscowość administracyjnie należała do województwa poznańskiego.